# 夏子
夏子（なつこ、1996年9月3日 - ）は、日本のモデル、女優。
東京都出身。2016年1月〜2025年3月までトップコート所属していた。

## 略歴
2015年、『SEDA』の専属モデルとして無所属で活動をスタート。翌年に『SEDA』が休刊となった。
2016年、『世にも奇妙な物語 秋の特別編』で女優デビュー。

## 人物
- 日本人の父、日本とアメリカのハーフの母をもつ、クォーター[4]。

## 出演

### テレビドラマ
- 世にも奇妙な物語 '16秋の特別編 「貼られる!」（2016年10月8日、フジテレビ） - 大迫真悠子 役
- マザーズ 2016 母たちの願い（2016年10月15日、中京テレビ） - 平井ゆり 役
- 明日の約束（2017年10月17日 -  12月19日、関西テレビ・フジテレビ） - 上野由依 役
- dele 第2話（2018年8月3日、テレビ朝日） - 安奈 役
- トレース〜科捜研の男〜（2019年1月7日 - 3月18日、フジテレビ） - 源仁美 役
- 盤上のアルファ～約束の将棋～（2019年2月3日 - 23日、NHK BSプレミアム） - 久本佐奈江 役
- 偽装不倫（2019年7月10日 - 9月11日、日本テレビ） - 高野恵里香 役[5]
- 私の家政夫ナギサさん（2020年7月7日 - 9月1日、TBS） - 吉川かりん 役[6]
  - 私の家政夫ナギサさん 新婚おじキュン! 特別編（2020年9月8日）[7]
- 世にも奇妙な物語 '20秋の特別編「イマジナリーフレンド」（2020年11月14日、フジテレビ） - 七瀬和泉 役[8]
- ホメられたい僕の妄想ごはん（2021年7月11日 - 9月26日、BSテレ東） - 藤沢珠希 役[9]
- 逃亡医F 第3話（2022年1月29日、日本テレビ） - 香川空見子 役
- ミステリと言う勿れ 第11話 （2022年3月21日、フジテレビ） - 横田留美 役
- アイゾウ 警視庁・心理分析捜査班シリーズ（フジテレビ） - 主演・安座真霧子 役
  - 単発版（2022年3月29日）[10]
  - 連続ドラマ（2022年10月11日 - 11月29日）[11]
  - SP版「殺しのピエロ」「奇跡の親子」（2023年3月28日・29日）[12]
- 量産型リコ -プラモ女子の人生組み立て記- 第7話（2022年8月11日、テレビ東京） - 北ひなみ 役
- ワンナイト・モーニング 第8話「肉まん」（2022年8月5日、WOWOW） - 二階堂 役[13]
- 競争の番人 第7話（2022年8月22日、フジテレビ） - 館山留美 役
- 親愛なる僕へ殺意をこめて（2022年10月5日 - 11月30日、フジテレビ） - 浦島乙 役[14]
- 時をかけるな、恋人たち（2023年10月10日 - 12月19日、関西テレビ・フジテレビ） - リリリー 役[15]
- 366日 第2話・第4話 - 最終話（2024年4月15日・4月29日 - 6月17日、フジテレビ系） - 宮辺紗衣 役[16]
- 秘密〜THE TOP SECRET〜 第1話（2025年1月20日、関西テレビ・フジテレビ） - 露口絹子 役[17]
- キャスター 第8話 - 最終話（2025年6月1日 - 15日、TBS） - 江上麻衣 役[18]

### 配信ドラマ
- 東京女子図鑑 第9話・第10話（2017年、Amazonプライム・ビデオ） - 真子 役
- 雨が降ると君は優しい（2017年、Hulu） - 少女マイ 役
- 私の部下のハルトくん（2020年、Paravi） - 吉川かりん 役
- THE LIMIT 第5話（2021年、Hulu） - 木元綾子 役[19]
- 湯あがりスケッチ 第5話（2022年3月3日、ひかりTV） - 薫子 役[20]
- わかっていても the shapes of love（2024年12月9日 - 30日、ABEMA・Netflix） - 吉野愛実 役[21]

### 映画
- 女囚霊（2023年9月22日） - 主演・美山 役[22]
- MY (K)NIGHT マイ・ナイト（2023年12月1日） - miyupo 役[23]
- ザ・ゲスイドウズ（2025年2月28日） - 主演・ハナコ 役[24][25]

### 短編映画
- TOKYO TELEPATH 2020（2020年10月10日） - 主演・キョンちゃん 役[26][注 1]
- アクターズ・ショート・フィルム「機械仕掛けの君」（2021年1月13日） - 手蓑すず 役
- 私の好きなあなたの匂い/前奏曲（2022年2月27日） - 主演[27]
- MIRRORLIAR FILMS Season3『Good News,』（2022年5月6日） - 主演・ミユキ 役[28]

### 舞台
- BACKBEAT（2019年5月25日 - 6月9日、東京芸術劇場プレイハウス ほか） - ヒロイン・アストリッド 役[29]
- 私たちは何も知らない（2019年11月29日 - 12月22日、東京芸術劇場シアターウエスト ほか） - 尾竹紅吉 役[30]
- 赤鬼（2020年7月24日 - 28日、東京芸術劇場シアターイースト） - ヒロイン・あの女 役[31]
- ヴィンセント・イン・ブリクストン（2022年10月1日 - 22日、東京グローブ座 /　10月26日 - 11月3日、梅田芸術劇場 シアター・ドラマシティ） - ユージェニー役[32]
- いきなり本読み！in BOOTCAMP！（2025年7月2日 - 5日、梅田芸術劇場 シアター・ドラマシティ）[33]
- スリー・キングダムス Three Kingdoms（2025年12月2日 - 14日〈予定〉、新国立劇場 中劇場） - キャロライン 役[34]

### その他のテレビ番組
- とよた真帆のDIY日和（2021年1月8日 - 、BS朝日） - ナレーター

### ネット番組
- AbemaROCK （AbemaTV） - 初代MC
- 二十代映画欲求 （2018年10月20日 - 、AbemaTV） - MC[35]

### CM
- ディー・エヌ・エー「逆転オセロニア」（2017年）
- ユニクロ「ブラトップ」（2017年）
- 森永製菓「DARS」（2017年）
- ABCマート「CONVERSE ALL STAR LIGHT」（2018年）[36]
- JR東日本「泣き旅 伊豆」（2019年）

### PV
- King Gnu「The hole」（2019年）[37]
- milet「us」（2019年）[38][39]
- TK from 凛として時雨「copy light」（2020年）[40]

## 書籍

### 雑誌連載
- mini「夏子の本棚」（2019年5月 - 2020年8月、宝島社）

### ウェブ連載
- Hanako.tokyo「夏子の大冒険 〜ちいさな美術館をめぐる旅〜」（2021年1月 - 、マガジンハウス）